# Витомир
Витомир је старо име словенског порекла.
Реч је изведена из два прасловенска елемента: вито што значи „владати“ и мир што значи „мир, свет, престиж“. Вит (као и Вид) долази од латинског имена Витус које је име ранохришћанског мученика који се прославља 15. јуна по јулијанском (28. јуна по грађанском грегоријанском и миланковићевом календрау) тј. на Видовдан (име празника је касније везано за Светог мученика Лазара, кнеза српског и за догађај Косовског боја). Постоји популарно, погрешно уверење да је име повезано са именом из старословенске религије као име божанства Световида. Хришћанско порекло имена је свакако, макр вероватније од прехришћанског.
Женски облик је Витомира.
Познати људи са именом су:
- Витомир Николић, црногорски песник и новинар
- Витомир Проданов – Патријарх Викентије, четврти Патријарх уједињене Српске православне цркве